# Danh sách hội chợ anime
Dưới đây là danh sách các hội chợ anime. Hội chợ anime là một sự kiện hoặc một cuộc hội họp với trọng tâm chính về anime, manga và văn hóa Nhật Bản từ mọi nơi trên thế giới. Thông thường, các hội chợ anime là sự kiện kéo dài trong nhiều ngày tại các trung tâm hội nghị, khách sạn hoặc khuôn viên các trường đại học. Danh sách này được phân theo địa điểm và bao gồm năm mà hội chợ được thành lập và ngày tháng nó diễn ra, và có thể không đầy đủ.

## Châu Á-Thái Bình Dương
| Tên hội chợ           | Thành phố                            | Quốc gia    | Tổ chức vào         | Tổ chức lần đầu |
| --------------------- | ------------------------------------ | ----------- | ------------------- | --------------- |
| Anime Festival Asia   | Băng Cốc                             | Thái Lan    | Tháng khác nhau     | 2015            |
| Anime Festival Asia   | Jakarta                              | Indonesia   | Tháng 9             | 2012            |
| Anime Festival Asia   | Singapore                            | Singapore   | Tháng 11            | 2008            |
| AnimeJapan            | Tokyo                                | Nhật Bản    | Tháng 3             | 2014            |
| AVCon                 | Adelaide                             | Úc          | Tháng 7             | 2002            |
| AzeCON                | Baku                                 | Azerbaijan  | Tháng 6             | 2014            |
| Comic Fiesta          | Kuala Lumpur                         | Malaysia    | Tháng 12            | 2002            |
| Comic World           | Seoul                                | Hàn Quốc    | Tháng khác nhau     | 1999            |
| Comiket               | Tokyo                                | Nhật Bản    | Tháng 8 và tháng 12 | 1975            |
| Cosplay Mania         | Pasay City                           | Philippines | Tháng 9 và tháng 10 | 2008            |
| Jump Festa            | Chiba                                | Nhật Bản    | Tháng 12            | 1999            |
| Madman Anime Festival | Melbourne, Perth, Brisbane và Sydney | Úc          | Tháng khác nhau     | 2016            |
| Ozine Fest            | Mandaluyong                          | Philippines | Tháng 4             | 2005            |
| SMASH!                | Sydney                               | Úc          | Tháng 7             | 2007            |

## Bắc Mỹ
| Tên hội chợ                       | Thành phố       | Bang/tỉnh/lãnh thổ | Quốc gia | Tổ chức vào          | Tổ chức lần đầu |
| --------------------------------- | --------------- | ------------------ | -------- | -------------------- | --------------- |
| Ai-Kon                            | Winnipeg        | Manitoba           | Canada   | Tháng 2 và tháng 7   | 2001            |
| Animaritime                       | Fredericton     | New Brunswick      | Canada   | Tháng 7              | 2004            |
| Animazement                       | Raleigh         | Bắc Carolina       | Hoa Kỳ   | Tháng 5              | 1998            |
| Anime Banzai                      | Layton          | Utah               | Hoa Kỳ   | Tháng 10             | 2005            |
| Anime Boston                      | Boston          | Massachusetts      | Hoa Kỳ   | Tháng 3 và tháng 4   | 2003            |
| Anime Central                     | Rosemont        | Illinois           | Hoa Kỳ   | Tháng 5              | 1998            |
| Anime Conji                       | San Diego       | California         | Hoa Kỳ   | Tháng 6              | 2010            |
| Anime Detour                      | Minneapolis     | Minnesota          | Hoa Kỳ   | Tháng 4              | 2004            |
| Anime Evolution                   | Vancouver       | British Columbia   | Canada   | Tháng 7              | 1998            |
| Anime Expo                        | Los Angeles     | California         | Hoa Kỳ   | Tháng 7              | 1992            |
| Anime Festival Orlando            | Orlando         | Florida            | Hoa Kỳ   | Tháng 6 hoặc tháng 7 | 2000            |
| Anime Festival Wichita            | Wichita         | Kansas             | Hoa Kỳ   | Tháng 7              | 2005            |
| Anime Matsuri                     | Houston         | Texas              | Hoa Kỳ   | Tháng 6              | 2007            |
| Anime Midwest                     | Rosemont        | Illinois           | Hoa Kỳ   | Tháng 7              | 2011            |
| Anime Milwaukee                   | Milwaukee       | Wisconsin          | Hoa Kỳ   | Tháng 3              | 2007            |
| Anime NebrasKon                   | Omaha           | Nebraska           | Hoa Kỳ   | Tháng 11             | 2004            |
| Anime North                       | Toronto         | Ontario            | Canada   | Tháng 5              | 1997            |
| Anime NYC                         | New York        | New York           | Hoa Kỳ   | Tháng 11             | 2017            |
| Anime Revolution                  | Vancouver       | British Columbia   | Canada   | Tháng 8              | 2012            |
| Anime USA                         | Washington, D.C | D.C                | Hoa Kỳ   | Tháng 10             | 1999            |
| Anime Weekend Atlanta             | Atlanta         | Georgia            | Hoa Kỳ   | Tháng 9              | 1995            |
| AnimeFest                         | Dallas          | Texas              | Hoa Kỳ   | Tháng 8 và tháng 9   | 1992            |
| AnimeIowa                         | Des Moines      | Iowa               | Hoa Kỳ   | Tháng 7              | 1997            |
| AnimeNEXT                         | Atlantic City   | New Jersey         | Hoa Kỳ   | Tháng 6              | 2002            |
| Animethon                         | Edmonton        | Alberta            | Canada   | Tháng 8              | 1994            |
| Arkansas Anime Festival           | Bentonville     | Arkansas           | Hoa Kỳ   | Tháng 5 và tháng 7   | 2007            |
| A-Kon                             | Dallas          | Texas              | Hoa Kỳ   | Tháng 5 và tháng 7   | 1990            |
| Bak-Anime                         | Bakersfield     | California         | Hoa Kỳ   | Tháng 1 và tháng 10  | 2010            |
| Castle Point Anime Convention     | Secaucus        | New Jersey         | Hoa Kỳ   | Tháng 4 và tháng 5   | 2008            |
| ColossalCon                       | Sandusky        | Ohio               | Hoa Kỳ   | Tháng 6              | 2002            |
| Con-Nichiwa                       | Tucson          | Arizona            | Hoa Kỳ   | Tháng 3              | 2010            |
| Crunchyroll Expo                  | San Jose        | California         | Hoa Kỳ   | Tháng 8              | 2017            |
| EvilleCon                         | Evansville      | Indiana            | Hoa Kỳ   | Tháng 3              | 2009            |
| FanimeCon                         | San Jose        | California         | Hoa Kỳ   | Tháng 5              | 1994            |
| G-Anime                           | Gatineau        | Quebec             | Canada   | Tháng 1              | 2009            |
| Glass City Con                    | Toledo          | Ohio               | Hoa Kỳ   | Tháng 7 và tháng 8   | 2009            |
| Ikkicon                           | Austin          | Texas              | Hoa Kỳ   | Tháng 1              | 2007            |
| JAFAX                             | Grand Rapids    | Michigan           | Hoa Kỳ   | Tháng 6              | 1996            |
| Kami-Con                          | Birmingham      | Alabama            | Hoa Kỳ   | Tháng 1 và tháng 2   | 2009            |
| Katsucon                          | National Harbor | Maryland           | Hoa Kỳ   | Tháng 2              | 1995            |
| Kawaii Kon                        | Honolulu        | Hawaii             | Hoa Kỳ   | Tháng 3 và tháng 4   | 2005            |
| Kitsune Kon                       | Green Bay       | Wisconsin          | Hoa Kỳ   | Tháng 7              | 2011            |
| Kumoricon                         | Portland        | Oregon             | Hoa Kỳ   | Tháng 10             | 2003            |
| Matsuricon                        | Columbus        | Ohio               | Hoa Kỳ   | Tháng 8              | 2006            |
| MechaCon                          | New Orleans     | Louisiana          | Hoa Kỳ   | Tháng 7              | 2005            |
| Metrocon                          | Tampa           | Florida            | Hoa Kỳ   | Tháng 6              | 2003            |
| Middle Tennessee Anime Convention | Nashville       | Tennessee          | Hoa Kỳ   | Tháng 3 và tháng 4   | 1999            |
| Nadeshicon                        | Quebec City     | Quebec             | Canada   | Tháng 4              | 2011            |
| Naka-Kon                          | Overland Park   | Kansas             | Hoa Kỳ   | Tháng 3              | 2005            |
| Nan Desu Kan                      | Aurora          | Colorado           | Hoa Kỳ   | Tháng 9              | 1997            |
| NashiCon                          | Columbia        | Nam Carolina       | Hoa Kỳ   | Tháng 3 và tháng 8   | 2008            |
| Nekocon                           | Hampton         | Virginia           | Hoa Kỳ   | Tháng 11             | 1998            |
| No Brand Con                      | Wisconsin Dells | Wisconsin          | Hoa Kỳ   | Tháng 4              | 2002            |
| Ohayocon                          | Columbus        | Ohio               | Hoa Kỳ   | Tháng 1              | 2001            |
| OMGcon                            | Owensboro       | Kentucky           | Hoa Kỳ   | Tháng 6              | 2006            |
| Oni-Con                           | Galveston       | Texas              | Hoa Kỳ   | Tháng 10 và tháng 11 | 2004            |
| Otafest                           | Calgary         | Alberta            | Canada   | Tháng 7              | 1999            |
| Otakon                            | Washington, D.C | D.C                | Hoa Kỳ   | Tháng 7 và tháng 8   | 1994            |
| Otakuthon                         | Montreal        | Quebec             | Canada   | Tháng 8              | 2006            |
| PortConMaine                      | South Portland  | Maine              | Hoa Kỳ   | Tháng 6              | 2002            |
| QC Anime-zing!                    | Davenport       | Iowa               | Hoa Kỳ   | Tháng 7              | 2010            |
| Saboten Con                       | Phoenix         | Arizona            | Hoa Kỳ   | Tháng 9              | 2008            |
| SacAnime                          | Sacramento      | California         | Hoa Kỳ   | Tháng 1 và tháng 4   | 2004            |
| Sakura-Con                        | Seattle         | Washington         | Hoa Kỳ   | Tháng 3 và tháng 4   | 1998            |
| San Japan                         | San Antonio     | Texas              | Hoa Kỳ   | Tháng 9              | 2008            |
| Senshi-Con                        | Anchorage       | Alaska             | Hoa Kỳ   | Tháng 9              | 2005            |
| Setsucon                          | Altoona         | Pennsylvania       | Hoa Kỳ   | Tháng 1              | 2007            |
| SNAFU Con                         | Reno            | Nevada             | Hoa Kỳ   | Tháng 11             | 2010            |
| Tekko                             | Pittsburgh      | Pennsylvania       | Hoa Kỳ   | Tháng 4              | 2003            |
| Tokyo in Tulsa                    | Broken Arrow    | Oklahoma           | Hoa Kỳ   | Tháng 7              | 2008            |
| Tora-Con                          | Rochester       | New York           | Hoa Kỳ   | Tháng 4              | 2005            |
| Tsubasacon                        | Huntington      | West Virginia      | Hoa Kỳ   | Tháng 10             | 2004            |
| Ushicon                           | Pflugerville    | Texas              | Hoa Kỳ   | Tháng 2              | 2002            |
| Yama-Con                          | Pigeon Forge    | Tennessee          | Hoa Kỳ   | Tháng 12             | 2012            |
| Youmacon                          | Detroit         | Michigan           | Hoa Kỳ   | Tháng 10 và tháng 11 | 2005            |

## Châu Âu
| Tên hội chợ                  | Thành phố  | Quốc gia       | Tổ chức vào | Tổ chức lần đầu |
| ---------------------------- | ---------- | -------------- | ----------- | --------------- |
| AnimeCon                     | The Hague  | Hà Lan         | Tháng 6     | 1999            |
| AnimagiC                     | Mannheim   | Đức            | Tháng 8     | 1999            |
| Animecon                     | Kuopio     | Phần Lan       | Tháng 7     | 1999            |
| Animefest                    | Brno       | Cộng hòa Séc   | Tháng 5     | 2004            |
| Connichi                     | Kassel     | Đức            | Tháng 9     | 2002            |
| ExpoManga                    | Madrid     | Tây Ban Nha    | Tháng 5     | 2001            |
| Hyper Japan                  | Luân đôn   | Vương quốc Anh | Tháng 7     | 2010            |
| Japan Expo                   | Paris      | Pháp           | Tháng 7     | 1999            |
| J-Popcon                     | Copenhagen | Đan Mạch       | Tháng 4     | 2000            |
| Salón del Manga de Barcelona | Barcelona  | Tây Ban Nha    | Tháng 10    | 1995            |